# Cray C90
La serie Cray C90 (inicialmente llamado Y-MP C90) fue una supercomputadora de procesador vectorial lanzada por Cray Research en 1991. El C90 fue un desarrollo de la arquitectura Cray Y-MP. Comparado con el Y-MP, el procesador C90 tenía una doble línea de ejecución vectorial y un ciclo de reloj más rápido de 4,1 ns (244 MHz), el cual le daba un rendimiento tres veces superior al del procesador Y-MP. El máximo número de procesadores en un sistema fue duplicado de ocho a dieciséis. La serie C90 usaba el mismo subsistema de entrada/dalida Model E y el sistema operativo UNICOS del primer Y-MP Modelo E.
La serie C90  incluía los modelos C94, C98 y C916 (configuraciones con un máximo de cuatro, ocho y 16 procesadores respectivamente) y los C92A y C94A (modelos enfriados por aire). La máxima memoria estática estaba entre 1 y 8 GB, dependiendo del modelo.
Las variantes D92, D92A, D94 y D98 (también conocidos como los C92D, C92AD, C94D y C98D respectivamente) estaban equipadas con las memorias DRAM, más lentas pero de mayor densidad, permitiendo incrementar el tamaño de la misma hasta 16 GB, dependiendo del modelo.
El sistema sucesor fue el Cray T90.